# 海南穀木
海南穀木，为野牡丹科穀木屬下的一个植物种。